# Magerrasen bei Weichersbach und weitere Flächen
Magerrasen bei Weichersbach und weitere Flächen este o arie protejată (arie specială de conservare — SAC, sit de importanță comunitară — SCI) din Germania întinsă pe o suprafață de 126,41 ha, integral pe uscat.

## Localizare
Centrul sitului Magerrasen bei Weichersbach und weitere Flächen este situat la coordonatele 50°18′25″N 9°41′19″E / 50.3069°N 9.6886°E.

## Înființare
Situl Magerrasen bei Weichersbach und weitere Flächen a fost declarat sit de importanță comunitară în iunie 2000 pentru a proteja 11 specii de animale. Situl a fost protejat și ca arie specială de conservare în martie 2008.

## Biodiversitate
Situată în ecoregiunea continentală, aria protejată conține 3 habitate naturale: Pajiști uscate seminaturale și facies de acoperire cu tufișuri pe substraturi calcaroase (Festuco-Brometalia) (* situri importante pentru orhidee), Fânețe de joasă altitudine (Alopecurus pratensis, Sanguisorba officinalis), Păduri de fag Asperulo-Fagetum.
La baza desemnării sitului se află mai multe specii protejate:
- păsări (9): porumbel de scorbură (Columba oenas), Corvus monedula, ciocănitoarea de stejar (Dendrocopos medius), ciocănitoare neagră (Dryocopus martius), sfrâncioc roșiatic (Lanius collurio), gaia roșie (Milvus milvus), viespar (Pernis apivorus), ciocănitoare verzuie (Picus canus), mărăcinar (Saxicola rubetra)
- nevertebrate (2): phengaris nausithous (Maculinea nausithous), Vertigo angustior

Pe lângă speciile protejate, pe teritoriul sitului au mai fost identificate 15 specii de plante, 1 specie de păsări, 1 specie de amfibieni, 2 specii de nevertebrate, 1 specie de reptile.